# Языки СССР
СССР был многонациональным государством, с более чем ста двадцатью языками. Официально существовал список языков народов СССР, которые обычно определялись как языки народов, традиционно проживающих на территории Советского Союза и не имеющих своих государственных образований за его пределами.
Формально в СССР до 1990 года не было официальных или государственных языков (за исключением Армении и Грузии) и де-юре все языки СССР были равны в своих правах. Закон СССР от 24.04.1990 «О языках народов СССР» установил русский язык официальным языком СССР.

## История
Ещё до прихода к власти, в борьбе с царским режимом Российской империи, большевики отстаивали принципы равенства и свободного развития всех национальных меньшинств и народностей России. Более того, в противовес либералам, русские марксисты выступали против обязательного государственного языка. Так, В. И. Ленин, в частности, отмечал (1914): 
Что означает обязательный государственный язык? Это значит практически, что язык великороссов, составляющих меньшинство населения России, навязывается всему остальному населению России. В каждой школе преподавание государственного языка должно быть обязательно. Все официальные делопроизводства должны обязательно вестись на государственном языке, а не на языке местного населения… Мы стоим за то, чтобы каждый житель России имел возможность научиться великому русскому языку. Мы не хотим только одного: элемента принудительности. Мы не хотим загонять в рай дубиной. Ибо, сколько красивых фраз о «культуре» вы ни сказали бы, обязательный государственный язык связан с принуждением, вколачиванием. Мы думаем, что великий и могучий русский язык не нуждается в том, чтобы кто бы то ни было должен был изучать его из-под палки.
 Следуя ленинским заветам, формально, в СССР официальный язык не был введен вплоть до 1990 года.
Сразу после Октябрьской революции, на Втором съезде Советов принимается Декларация прав народов России в которой декларируется «отмена всех и всяких национальных и национально-религиозных привилегий и ограничений» и «свободное развитие национальных меньшинств и этнографических групп, населяющих территорию России».
В 1920-е годы в СССР была начата политическая кампания «коренизации» — замене русского языка на местные национальные языки в администрации, образовании и культуре. В 1930-е политика коренизации была прекращена и был принят ряд мер для возврата к русификации.
Вследствие проводимой во времена СССР русификации Украинской ССР доля украиноязычных в населении республики значительно уменьшилась, а доля русскоязычных — возросла. Доля считающих украинский язык родным в населении УССР между 1959 и 1989 гг. сократилась с 73,0 % до 64,7 %. Особенно заметным было сокращение доли считающих украинский язык родным на юге и востоке Украинской ССР: в Луганской области — на 15,6 % (с 50,5 % до 34,9 %), в Донецкой области — на 13,8 % (с 44,4 % до 30,6 %), в Запорожской области — на 11,7 % (с 61,0 % до 49,3 %), в Харьковской области — на 10,7 % (с 61,2 % до 50,5 %), в Днепропетровской области — на 10,6 % (с 72,1 % до 61,5 %), в Николаевской области — на 9,2 % (с 73,4 % до 64,2 %), в Херсонской области — на 8,0 % (с 75,7 % до 67,7 %). Послевоенная русификация соседней Белорусской ССР также привела к значительному ухудшению позиций белорусского языка во многих сферах общественной жизни республики и усилению роли русского.

## Письменность
Подавляющее большинство языков использовало кириллицу, причём многие языки (в частности, тюркские) были переведены на кириллицу лишь в 30-е годы (до этого с 1920-гг. использовалась латиница). Армянский, грузинский и еврейский языки пользовались собственными системами письма. В Прибалтийских республиках — Литовской ССР, Латвийской ССР и Эстонской ССР использовались литовский, латышский и эстонский языки, где письменность была на основе латинского алфавита, также латинской графикой пользовались проживавшие в Карельской АССР (в 1940—1956 годах Карело-Финская ССР) карелы и финны.

## Индоевропейские языки

### Балтийские языки
- латышский язык
- литовский язык

### Германские языки
- немецкий язык
- идиш

### Армянский язык
— выделяются два основных литературных языка: восточноармянский язык (признан государственным языком Армении) и западноармянский язык.

### Иранские языки
- фарси
- таджикский язык
- осетинский язык
- бухарско-еврейский язык
- татский язык (в том числе горско-еврейский и язык армяно-татов)
- талышский язык

### Романские языки
- румынский язык (молдавский)

### Славянские языки
- белорусский язык
- болгарский язык
- польский язык — значительное количество поляков проживало (и проживает до сих пор) на территории бывшей Литовской ССР, в основном в районе Вильнюса. Также есть носители польского языка в Азербайджане, Беларуси, Казахстане, Латвии, России, Украине и Эстонии
- русский язык
- украинский язык

## Нахско-дагестанские языки

### Дагестанские языки
- аварский язык
- агульский язык
- андийский язык
- арчинский язык
- будухский язык
- даргинский язык
- крызский язык
- лакский язык
- лезгинский язык
- рутульский язык
- табасаранский язык
- удинский язык
- хиналугский язык
- цахурский язык
- цезский язык

### Нахские языки
- бацбийский язык
- ингушский язык
- чеченский язык

## Семитские языки
- арабский язык[8]
- ассирийский новоарамейский
- иврит

## Алтайские языки

### Монгольские языки
- бурятский язык
- калмыцкий язык
- монгольский язык — на территории бывшего СССР проживало около 2,95 тыс. халха-монголов (РСФСР, а именно Забайкалье, и Казахстан)
- ойратский язык

### Тюркские языки
- азербайджанский язык
- башкирский язык
- гагаузский язык
- казахский язык
- киргизский язык
- татарский язык
- туркменский язык
- узбекский язык
- крымскотатарский язык
- турецкий язык
- кумыкский язык
- каракалпакский язык
- уйгурский язык
- карачаево-балкарский язык
- ногайский язык
- шорский язык
- хакасский язык
- тувинский язык
- якутский язык
- чувашский язык

### Тунгусо-маньчжурские языки
- нанайский язык
- негидальский язык
- орокский язык
- орочский язык
- удэгейский язык
- ульчский язык
- эвенкийский язык
- эвенский язык

### Корейский язык
В республиках бывшего СССР живёт около 439 тыс. корейцев, в том числе в России около 107 тыс. человек.

## Уральские языки

### Финно-угорские языки

#### Угорская подветвь
- мансийский язык
- хантыйский язык

#### Финно-пермская подветвь
- вепсский язык
- водский язык
- горномарийский язык
- ижорский язык
- йоканьгско-саамский язык (терско-саамский)
- карельский язык
- кильдинский саамский язык
- коми-зырянский язык
- коми-пермяцкий язык
- коми-язьвинский язык
- ливский язык
- лугово-восточный марийский язык
- мокшанский язык
- удмуртский язык
- финский язык
- эрзянский язык
- эстонский язык — выделяются два языка: североэстонский язык (который, собственно, и признан государственным языком Эстонии) и южноэстонский язык.

### Самодийские языки
- ненецкий язык
- нганасанский язык
- энецкий язык
- селькупский язык

## Картвельские языки
- грузинский язык
- мегрельский язык
- сванский язык
- лазский язык